# Jean Damascène Nduwayezu
Jean Damascène Nduwayezu (né le 29 mars 1951 à Rwaza (Ruanda-Urundi), dans l'actuelle province du nord, est un écrivain et homme de l'ombre du régime autocratique de Juvénal Habyarimana. Il est mort assassiné par le FPR le 24 juin 1997.

## Biographie
Professeur à l’université nationale du Rwanda entre 1978 et 1994, il publia de nombreuses œuvres dont la plus importante est  Les fondements physiques, humains et économiques du développement du Rwanda. Il est en  1986 secrétaire général de l’Université nationale du Rwanda.
Diplômate, homme de l'ombre du pouvoir et redoutable stratège politique, travaillant à côté des économistes et hommes politiques rwandais, Il s’engage auprès du  Mouvement Révolutionnaire National pour le Développement(MRND), rebaptisé en 1991 "Mouvement Républicain National pour le Développement et la Démocratie" dont il devient un des plus importants secrétaires nationaux, il est nommé en 1983 au poste de conseiller spécial à la présidence à côté du président Juvénal Habyarimana.
Nduwayezu, pour résoudre le problème des réfugiés rwandais à majorité tutsi chassés du pays par la révolution Hutu de 1959, propose en 1991 un  plan de réintégration socio-politique et économique des réfugiés rwandais. Ce dernier fut rejeté par le FPR qui s’était engagé dans la lutte armée. Il apparait dans la liste des génocidaire de l'Escadron de la mort
Issu d'une famille modeste, à l’âge de 15 ans, il décroche une bourse de la paroisse catholique de Rwaza pour effectuer ses études secondaires au petit séminaire de Rwesero, après avoir obtenu le baccalauréat (BAC+3) en géographie à l'université nationale du Rwanda, il continua ses études à l'université de Laval au Canada, où il obtint une maîtrise en Géographie physique, Faculté de foresterie, de géographie et de géomatique. En 1978, alors que J.D. Nduwayezu est en pleine préparation de son troisième cycle universitaire, il est appelé par le président rwandais de l’époque Juvénal Habyarimana, pour travailler à ses côtés en qualité de conseiller spécial aux affaires sociales et  étrangères. Une fonction qu'il va combiner avec sa thèse de doctorat qu'il prépare à l'université de Bordeaux 3 dans l'hexagone. Le président lui proposera à de nombreuses reprises des portefeuilles ministérielles, mais Nduwayezu les refusa catégoriquement, et se contentera du poste de secrétaire général de l’université nationale du Rwanda, où il est confié  notamment d'une mission stratégique consistant à créer un campus universitaire sis à Ruhengeri, dédié spécialement aux arts et lettres.
Octobre 1990, le Rwanda est envahi par le FPR (le Front Patriotique Rwandais), ce dernier est constitué de la minorité rwandaise réfugiée dans les pays limitrophes du Rwanda (Ouganda, Burundi, Zaïre et la Tanzanie), le FPR est constitué majoritairement des tutsis chassés du Rwanda par la Révolution et la prise du pouvoir des  hutu en 1959. Nduwayezu, lors conseiller le plus influent auprès du président hutu Habyarimana rédigea un plan de retour et de réintégration des réfugiés rwandais à majorité tutsis au Rwanda. Ce plan est rejeté par le FPR, déjà engagé dans la lutte armée.
Le 6 avril 1994, l’avion du président Habyarimana est abattu dans le ciel de Kigali, la milice dite "Interahamwe" va commettre l’irréparable, le génocide, durant 100 jours, plus de 1 million de rwandais à très grande majorité tutsi vont être exécutés. Nduwayezu et sa famille vont quitter le Rwanda comme d'autres centaines de milliers de Rwandais hutus vers le Zaïre et se dirigent vers le camp de réfugié de Mugunga au Nord Kivu à Goma.
En octobre 1996, le FPR et son armée attaquent  les camps des réfugiés rwandais et massacrent beaucoup de réfugiés. Beaucoup de réfugiés rwandais vont s’aventurer dans les forêts zaïroises pour échapper aux massacres de l’armée rwandaise, mais d’autres vont prendre le chemin du retour au Rwanda, dont le Docteur Nduwayezu, qui va s’installer à sa colline natale. 8 mois plus tard, il est assassiné par L’armée patriotique rwandais(APR).

## Études
- (1985-1987), Michel de Montaigne-Université de Bordeaux 3(France) : Doctorat en Géographie, spécialisation en géographie politique.
- (1977-1979), Université de Laval(Canada)Maîtrise en Géographie, Faculté des études supérieures - maîtrise ès arts (Géographie)
- (1973-1976), Université nationale du Rwanda:Baccalauréat en Géographie, Faculté des sciences humaines et sociales.
- (1965-1973), Petit Séminaire Saint Dominique de Rwesero(Rwanda) : Humanités latin-sciences.

## Œuvres
- <Paysages ruraux du Rwanda : Problèmes d'aménagement du territoire/>, 1977
- Les fondements physiques, humains et économiques du développement du Rwanda, Ruhengeri : Editions Universitaires du Rwanda, 1990, 292 p.
- Le calvaire des réfugiés Rwandais hutu au Zaïre, 1998 (œuvre posthume)

œuvre sans maison d'édition officielle.
- Place des transports modernes dans les campagnes rwandaises, documents(1990)

. Les relations interethniques au Rwanda à la lumière de l'agression d'octobre 1990: genèse, soubassements et perspectives.en collaboration avec
François-Xavier Bangamwabo et Eustache Munyentwali. Édition universitaire, Ruhengeri, 1991